# Phaulostylus
Genre
Phaulostylus est un genre d'araignées aranéomorphes de la famille des Salticidae.

## Distribution
Les espèces de ce genre sont endémiques de Madagascar.

## Liste des espèces
Selon World Spider Catalog (version 18.0, 03/05/2017) :
- Phaulostylus furcifer Simon, 1902
- Phaulostylus grammicus Simon, 1902
- Phaulostylus grandidieri Simon, 1902
- Phaulostylus leucolophus Simon, 1902

## Publication originale
- Simon, 1902 : Études arachnologiques. 31e Mémoire. LI. Descriptions d'espèces nouvelles de la famille des Salticidae (suite). Annales de la Société Entomologique de France, vol. 71 p. 389-421 (texte intégral).